# Ljushults socken
Ljushults socken i Västergötland ingick i Kinds härad, ingår sedan 1974 i Borås kommun och motsvarar från 2016 Ljushults distrikt.
Socknens areal är 48,47 kvadratkilometer varav 45,99 land. År 2000 fanns här 903 invånare.  Godset Arnäsholm, tätorten Aplared samt kyrkbyn Ljushult med sockenkyrkan Ljushults kyrka ligger i socknen. 

## Administrativ historik
Socknen har medeltida ursprung. 
Vid kommunreformen 1862 övergick socknens ansvar för de kyrkliga frågorna till Ljushults församling och för de borgerliga frågorna bildades Ljushults landskommun. Landskommunen uppgick 1952 i Lysjö landskommun som 1971 upplöstes då denna del uppgick i Dalsjöfors landskommun som 1974 uppgick i Borås kommun. Församlingen uppgick 2006 i Sexdrega församling, men överfördes  1 januari 2022 till Toarps församling och Skara stift.

1 januari 2016 inrättades distriktet Ljushult, med samma omfattning som församlingen hade 1999/2000.
Socknen har tillhört län, fögderier, tingslag och domsagor enligt vad som beskrivs i artikeln Kinds härad. De indelta soldaterna tillhörde Älvsborgs regemente, Norra och Södra Kinds kompanier och Västgöta regemente, Elfsborgs kompani.

## Geografi
Ljushults socken ligger sydost om Borås. Socknen är en starkt kuperad sjörik skogsbygd.

## Fornlämningar
Fem boplatser från stenåldern är funna.

## Namnet
Namnet skrevs 1393 Lyshwitha och kommer från kyrkbyn. Efterleden är hult, 'liten skog, skogsdunge'. Förleden är ljus och troligen ursprungligen namnet på Lysjön nära kyrkbyn.